# Girlicious
Girlicious là nhóm nhạc POP nữ người Hoa Kỳ, gồm Nichole Cordova, Natalie Mejia và Chrystina Sayers.. Tiffanie Anderson là cựu thành viên của nhóm đã rời nhóm giữa năm 2009. Nhóm nhạc này được coi là đàn em nối bước nhóm nhạc nhảy nổi tiếng The Pussycat Dolls. Cũng chung một phong cách sexy và cá tính như đàn chị, nhóm này đã cho ra mắt album đầu tay có tên gọi "Girlicious", trong đó 2 hit "Stupid S***" và "Like me" được nhiều khán giả ưa thích.
Để được trở thành thành viên của Girlicious, 4 cô gái Nic, Nat, Tiff, Chrys đã phải trải qua một cuộc thi thực tế gắt gao có tên "The Pussycat Doll presents: Girlicious" (tạm dịch: Nhóm Pussycat Dolls giới thiệu: Girlicios) do chính The Pussycat Dolls tổ chức. Cái tên của nhóm có lẽ là do 2 từ hợp thành:"girl" nghĩa là con gái, và "delicious" nghĩa là ngon lành (thường dùng để chỉ đồ ăn).